# Красные директора

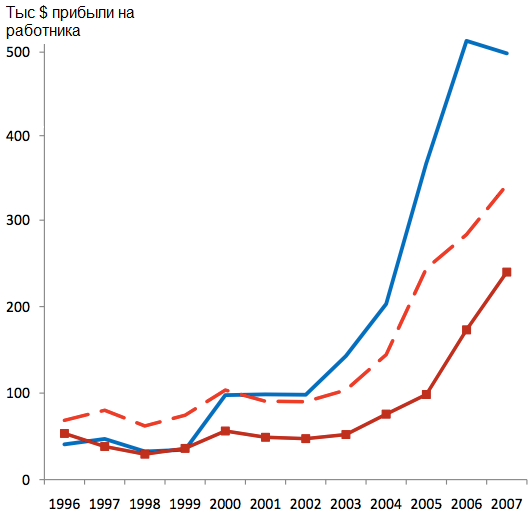
Производительность труда в российских нефтяных компаниях в 1996—2007 годах
Синий — руководят олигархи
Красный — руководят красные директора
Бордовый — госкомпании

Красные директора — термин в советской, постсоветской и российской экономике и политике, в настоящее время обозначающий выходцев из советской промышленной и управленческой элиты, директоров предприятий, занявших руководящие должности в советскую эпоху и оставшихся на них после перехода России и стран СНГ к рыночной экономике. В этом значении термин вошёл в оборот с подачи «Независимой газеты» и «Коммерсанта» в начале 1990-х годов.
В прошлом термин «красные директора» применялся по отношению к коммунистам, которых партия назначила руководить предприятиями после Октябрьской социалистической революции в 1918—1930-е годы.

## Определение
Как отмечает «Словарь современного жаргона российских политиков и журналистов», для красных директоров характерен сформировавшийся в советский период стиль управления, который отличается авторитаризмом, некомпетентностью в юридических и финансовых вопросах, неготовностью к деятельности в условиях рынка. С этим определением не согласен исследователь советской технократической элиты Е. Н. Волосов, приравнивающий хозяйственных руководителей к представлениям своего времени о западных бизнесменах, с характерным для последних деловым прагматизмом, доминировавшим в хозяйственной практике советского руководителя. «В отличие от простого обывателя либо партийного „начетчика“ хозяйственные руководители хорошо понимали суть терминов „прибыль“, „доход“, „убытки“, „неплатежи“, а также других слов из рыночного лексикона», — отмечает учёный, связывая это с использованием с середины 1960-х годов таких показателей отчетности, как объём реализованной продукции, выпуск нормативно-чистой продукции, отчисления в социальные фонды, план по прибыли и др.
Отмечается, что красные директора обладали неформальными связями, навыками управления большими коллективами и превосходно разбирались в производственных технологиях, благодаря чему часто возникал альянс между крупным инвестором и старым красным директором. По мнению А. Б. Чубайса, красные директора были самой влиятельной силой России в 1-й половине 1990-х годов, когда они стремительно обогатились. Однако они же стали объектом преступных посягательств со стороны преступных группировок, стремившихся прибрать к рукам предприятия с экспортным потенциалом.
Новые управленцы, пришедшие на смену красным директорам, зачастую получившие западное бизнес-образование, во многом переняли стиль управления своих предшественников. Некоторые из красных директоров «выжили» в условиях рынка и продолжают оставаться частью экономической элиты поныне, например В. Ю. Алекперов, В. В. Каданников и т. д.

## Механизм превращения в «красных капиталистов»
А. Чубайс признавался, что «в ходе массовой бесплатной приватизации применялись варианты приватизации, каждый из которых политически уравновешивал потенциально взрывные социальные группы — от директоров до членов трудовых коллективов и пенсионеров. Конечно, было бы неверно говорить о том, что они были удовлетворены — скорее каждая из них была одинаково недовольна». 75 % трудовых коллективов выбрали вариант приватизации, при котором контрольный пакет акций оставался в их собственности. Считалось, что это оградит ставшие «народными» предприятия от внешнего влияния, однако на деле сразу началась массовая скупка акций у тружеников, жёстко нуждавшихся в деньгах после инфляционного скачка, обесценившего все накопления населения. Основными скупщиками выступили руководители предприятий: по данным ВСЦИОМ, более 75 % директоров предприятий, разрешенных к приватизации, стали собственниками своих же предприятий, из них 6 % приобрели контрольные пакеты акций.
Первый этап (чековый) приватизации завершился 31 июля 1994 г. В руки частных владельцев перешло 74 % объектов малой приватизации. Было акционировано около 21 тыс. крупных и средних предприятий.

## Конверсия собственности
Приобретение контроля над предприятием ещё не означало, что новое руководство сохранит свои позиции в будущем. Е. Н. Волосов на примере Ангаро-Енисейского региона усматривает несколько сценариев конверсии собственности и перехода контроля в другие руки в зависимости от производственного профиля предприятия.

### Экспортно-ориентированные предприятия
Такие предприятия стали объектом интереса организованных преступных группировок (ОПГ) и столичных бизнесменов, аффилирующихся с государственной властью. Свою роль играли и местные структуры, специализирующиеся на рейдерстве. В борьбе за собственность применялись и криминальные методы: директор Красноярского алюминиевого завода И.Г. Турушев был избит железными прутьями в подъезде своего дома и стал инвалидом, директор Саянского алюминиевого завода Г.Л. Сиразутдинов из-за неоднократных угроз в свой адрес был вынужден уехать, наёмные убийцы застрелили гендиректора Братского ЛПК Э. Г. Евтушенко и заместителя генерального директора Усть-Илимского ЛПК А. П. Пуртова.
К началу 2000-х гг. региональные «красные директора» Ангаро-Енисейского региона в основном были оттеснены от руководства крупными российскими холдингами, активно проникавшими на рынок Сибири: Илим-Палп, РУСАЛ, СУАЛ, СИДАНКО, СУЭК.

### Обрабатывающий, строительный, лесозаготовительный сектора
Развал советского экономического механизма ударил прежде всего по строительству крупных хозяйственных объектов, что привело к гибели таких гигантов, как Братскгэсстрой, Красноярскгэсстрой, Главвостоксибстрой. Такая же участь постигла большинство машиностроительных заводов Иркутской области и Красноярского края, а их руководители превратились во второстепенных предпринимателей, живущих на доходы от сдачи помещений и оборудования в аренду.
Примером успешного приспособления к новым условиям стал «Красноярсклеспром» под руководством И. А. Кириллова, уже в конце 1980-х гг. реорганизованный в концерн «Енисейлес», а после ликвидации его как госпредприятия преобразованного в «Акционерную компанию „Енисейлес“», во главе которой её создатель находился до середины 2000-х гг.. Успешно приспособился к новым условиям небольшой Иркутский завод дорожных машин, где его директор Е. Ц. Дынкин смог сконцентрировать в своих руках к 2008 г. 54,54 % акций. Это обеспечило ему возможность самостоятельно определять стратегию развития.

### Неприватизируемые предприятия
Ещё одну группа красных директоров составили руководители предприятий и организаций, не подлежавших приватизации: структурных подразделений МПС (с 2003 г. — ОАО «Российские железные дороги»), РАО ЕЭС, ОАО «Иркутскэнерго», некоторых предприятий военно-промышленного комплекса (Иркутский авиационный завод, Красноярский машиностроительный завод). Им вообще не потребовалось менять экономическую идентичность, однако они получили возможность значительно обогатить «традиционные преференции советской номенклатуры в уровне жизни возможностью распоряжаться государственной собственностью не только в интересах самого государства, но и личных», — отметил Е. Н. Волосов.